# 修善寺時之栖
修善寺時之栖（しゅぜんじときのすみか）は、静岡県伊豆市にある複合リゾート施設。2024年（令和6年）3月1日に「伊豆温泉村」から改称して順次リニューアルオープンした。大仁金山跡に隣接して立地している。

## 施設
御殿場市の株式会社時之栖が運営しており、温泉「百笑の湯」などを中心に構成される。
- 温泉「百笑の湯」
- 石窯パン工房「Flicker」[2]
- ジェラートショップ「Söpö Sorbetti（ソポ・ソーベティ）」[2]
- アウトドアサウナ「KULTA（クルタ）」（2024年4月1日開業）[1][2]
- 古民家宿泊施設「金山ヴィラ」
- 宿泊施設「オリーブの木」[1][2]